# Doroteo Fernández y Fernández
Doroteo Fernández y Fernández (ur. 13 marca 1913 w Huelde, zm. 10 lipca 1989 w Santander) – hiszpański duchowny rzymskokatolicki, biskup pomocniczy Santanderu w latach 1956-1962, biskup koadiutor diecezji Badajoz w latach 1962-1971 i biskup tejże diecezji w latach 1971-1979.

## Życiorys
Urodził się 13 marca 1913 r. w miejscowości Huelde w prowincji León. Uzyskał doktorat z teologii na Uniwersytecie Gregoriańskim w Rzymie oraz licencjat z Pisma Świętego w Papieskim Instytucie Biblijnym. Święcenia kapłańskie przyjął 13 marca 1937 r. w Rzymie. Po zakończeniu hiszpańskiej wojny domowej objął katedrę biblistyki w seminarium w León. 6 marca 1956 r. papież Pius XII mianował go biskupem pomocniczym diecezji Santanderu ze stolicą tytularną Castabala. W 1962 r. mianowany biskupem koadiutorem diecezji Badajoz, a w 1971 objął w niej funkcję biskupa diecezjalnego. W 1979 r. złożył rezygnację z pełnionego urzędu. Zmarł 10 lipca 1989 r. w Santanderze i został pochowany w katedrze w Badajoz.